# Droizy
Droizy település Franciaországban, Aisne megyében. Lakosainak száma 75 fő (2022. január 1.). Droizy Chacrise, Hartennes-et-Taux, Launoy és Muret-et-Crouttes községekkel határos.

## Népesség
A település népességének változása:
| Lakosok száma | 85   | 66   | 66   | 78   | 70   | 73   | 75   | 78   | 77   | 75   |
|               | 1968 | 1982 | 1990 | 2006 | 2013 | 2015 | 2017 | 2019 | 2020 | 2022 |